# أم رسوم
أم رسوم قرية سوريّة تتبع إداريّاً لمحافظة حلب منطقة منبج ناحية خفسة، بلغ تعداد سكانها (646) نسمة حسب التعداد السكاني لعام 2004.